# Bukovina u Přelouče
Bukovina u Přelouče (do 29. února 1980 Bukovina) je obec v okrese Pardubice, kraj Pardubický. Žije zde 86 obyvatel.

## Historie
První písemná zmínka o obci pochází z roku 1436.
Údaje II. vojenského mapování v letech 1836–1852 uvádí, že v obci žilo 20 mužů, bylo 28 domů, 2 stáje a 2 koně.

## Obyvatelstvo
| Rok            | 1869 | 1880 | 1890 | 1900 | 1910 | 1921 | 1930 | 1950 | 1961 | 1970 | 1980 | 1991 | 2001 | 2011 | 2021 |
| -------------- | ---- | ---- | ---- | ---- | ---- | ---- | ---- | ---- | ---- | ---- | ---- | ---- | ---- | ---- | ---- |
| Počet obyvatel | 214  | 187  | 205  | 185  | 169  | 162  | 148  | 105  | 109  | 90   | 78   | 69   | 71   | 69   | 88   |
| Počet domů     | 28   | 31   | 31   | 31   | 32   | 33   | 31   | 31   | 31   | 30   | 30   | 33   | 37   | 38   | 46   |

## Obecní správa

### Obecní symboly
Znak a vlajka byly obci uděleny rozhodnutím předsedy Poslanecké sněmovny Parlamentu České republiky dne 17. dubna 2009.